# Tin-Hama
Tin-Hama è un comune rurale del Mali facente parte del circondario di Ansongo, nella regione di Gao.
Il comune è composto da 10 nuclei abitati:
- Ezabzab
- Ibadaïdayane
- Ichidenharen
- Idourfane Almerdas
- Idourfane Anghatane
- Idourfane Assaleh
- Idourfane Aw-wa
- Idourfane Tazidert
- Kel Gounhane
- Tin-Hama